# Benito González

Busto de Benito González Jiménez en el Parque Independencia de Santo Domingo

Benito González Jiménez (Santo Domingo, 1811-1883), prócer de la independencia de la República Dominicana. 
Fue un personaje dominicano miembro y cofundador de la sociedad secreta político-militar denominada La Trinitaria que, bajo el seudónimo de "Leónidas", participó en actividades independentistas que terminaron conduciendo a la separación de la República Dominicana de Haití. Lograda la independencia, perdió su importancia.